# Adam Coleman
Adam Coleman (Hobart, 7 ottobre 1991) è un rugbista a 15 australiano, internazionale per Tonga, che gioca come seconda linea nel Bordeaux Bègles.

## Biografia
La carriera professionistica di Coleman iniziò nel 2013 quando partecipò al campionato del Nuovo Galles del Sud denominato Shute Shield con la maglia dei Parramatta Two Blues; nello stesso anno ebbe anche la sua prima esperienza nel Super Rugby, infatti i Waratahs, a corto di giocatori a causa del Tour dei British and Irish Lions 2013, lo convocarono e lo fecero debuttare dalla panchina nella partita contro Western Force valida per il Super Rugby 2013. Inserito, l'anno successivo, nella squadra estesa dei Western Force per giocare il Super Rugby 2014 si guadagnò presto la titolarità ed, a fine anno, un rinnovo biennale con la franchigia australiana. Nell'aprile 2016 annunciò il prolungamento del contratto con i Force fino al termine del Super Rugby 2017. A seguito del taglio dei Force dal Super Rugby firmò un accordo biennale con i Melbourne Rebels.
A livello internazionale Coleman ricevette la sua prima convocazione con l'Australia nel 2016 quando l'allenatore Michael Cheika lo inserì nella squadra per affrontare l'Inghilterra durante il tour australe degli inglesi, durante il quale, nel corso del terzo ed ultimo incontro, debuttò dalla panchina. Successivamente, nello stesso anno, disputò cinque partite del The Rugby Championship 2016 e l'ultima sfida di Bledisloe Cup contro la Nuova Zelanda. Al termine del 2016 prese parte al tour europeo della nazionale australiana dove giocò contro Galles e Scozia.

## Palmarès
- National Rugby Championship: 1
Perth Spirit: 2016
- Champions Cup: 1
Union Bordeaux Bègles: 2024-25